# Костоусов, Виктор Фёдорович
Виктор Фёдорович Костоусов (2 ноября 1924, Невьянск, Свердловский округ, Уральская область, РСФСР, СССР — 10 июня 1991, Запорожье, Украинская ССР, СССР) — майор Советской Армии, участник Великой Отечественной войны, Герой Советского Союза (1944).

## Биография
Виктор Костоусов родился 2 ноября 1924 года в Невьянске. После окончания девяти классов школы работал токарем. В августе 1942 года Костоусов был призван на службу в Рабоче-крестьянскую Красную Армию. С октября 1943 года — на фронтах Великой Отечественной войны, командовал отделением 1118-го стрелкового полка 333-й стрелковой дивизии 6-й армии 3-го Украинского фронта. Отличился во время битвы за Днепр.
25—26 ноября 1943 года Костоусов участвовал в форсировании Днепра в районе села Каневское Запорожского района Запорожской области Украинской ССР. Переправившись через реку, он с ходу вступил в бой, лично уничтожив вражеский пулемётный расчёт. Отделение Костоусова преследовало отступающие немецкие войска, отразило 5 их контратак. В тех боях он лично уничтожил 8 вражеских солдат.
Указом Президиума Верховного Совета СССР от 22 февраля 1944 года за «мужество и героизм, проявленные в боях на Разумовском плацдарме» младший сержант Виктор Костоусов был удостоен высокого звания Героя Советского Союза с вручением ордена Ленина и медали «Золотая Звезда».
После окончания войны Костоусов продолжил службу в Советской Армии. Окончил курсы младших лейтенантов и курсы политсостава. В 1947 году Костоусов был уволен в запас, но в 1949 году повторно призван в армию. Окончил курсы заместителей командиров частей по политической части. В 1954 году в звании майора Костоусов был уволен в запас. Проживал и работал в Запорожье. Умер в 1991 году.
Был также награждён двумя орденами Отечественной войны 1-й степени и рядом медалей.